# Scopula nigristellata
Scopula nigristellata är en fjärilsart som beskrevs av W. Warren 1896. Scopula nigristellata ingår i släktet Scopula och familjen mätare. Inga underarter finns listade.